# Krasnoiillea, Verhovîna
Krasnoiillea (în ucraineană Красноїлля) este localitatea de reședință a comunei Krasnoiillea din raionul Verhovîna, regiunea Ivano-Frankivsk, Ucraina.

## Demografie
Componența lingvistică a localității Krasnoiillea
     Ucraineană (99,92%)
     Alte limbi (0,08%)
Conform recensământului din 2001, majoritatea populației localității Krasnoiillea era vorbitoare de ucraineană (99,92%), existând în minoritate și vorbitori de alte limbi.